# Dom zu Visby

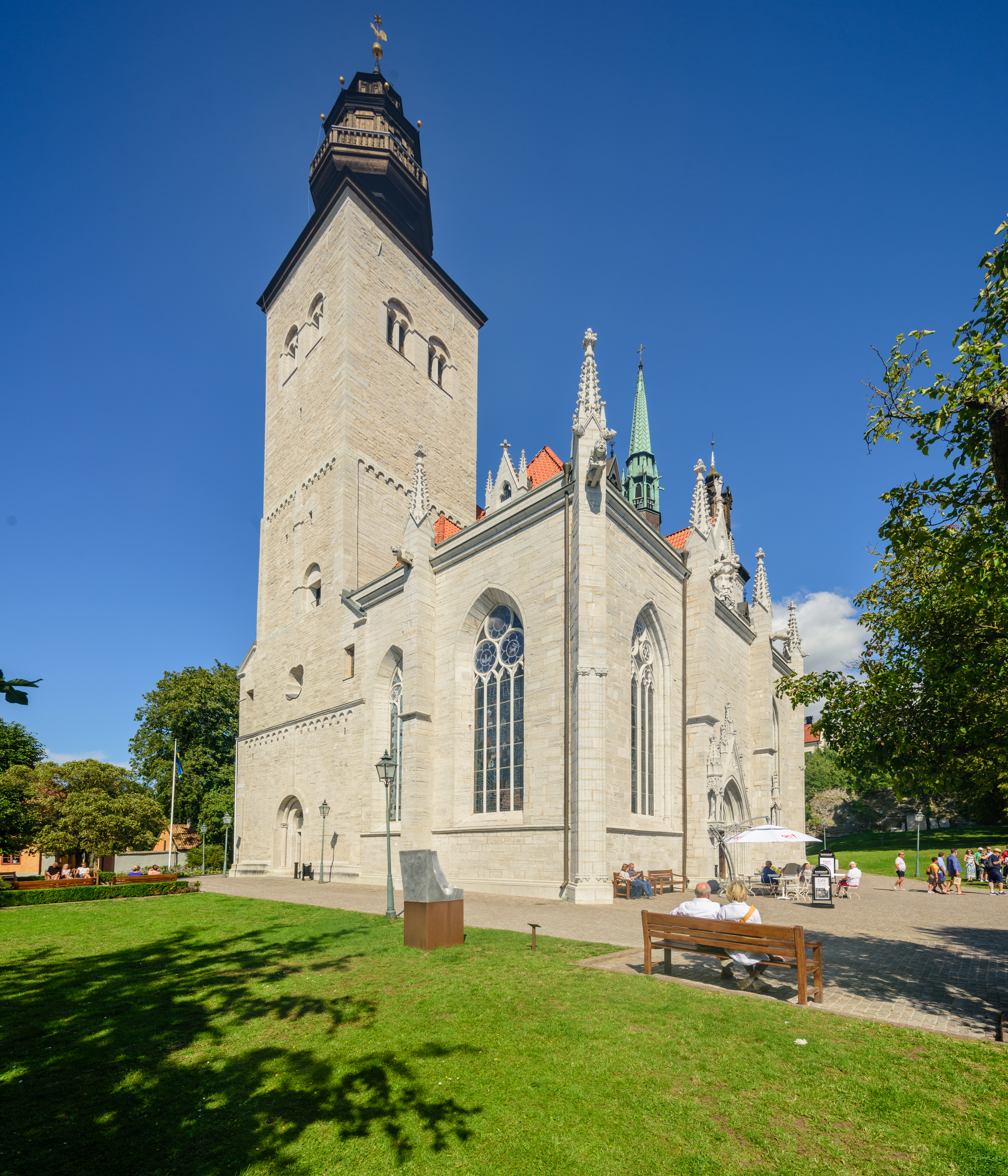
Westturm und zweischiffiger Südanbau

Die Domkirche zu Visby (schwedisch Visby domkyrka) oder der Dom zu Visby, auch unter dem ursprünglichen Namen Sankt-Maria-Kirche bekannt, ist die einzige verbliebene mittelalterliche Hauptkirche der alten Hansestadt Visby auf der schwedischen Insel Gotland. Sie ist seit 1572 Bischofskirche des Bistums Visby der Schwedischen Kirche. Das Gebäude steht unter Denkmalschutz.

## Geschichte

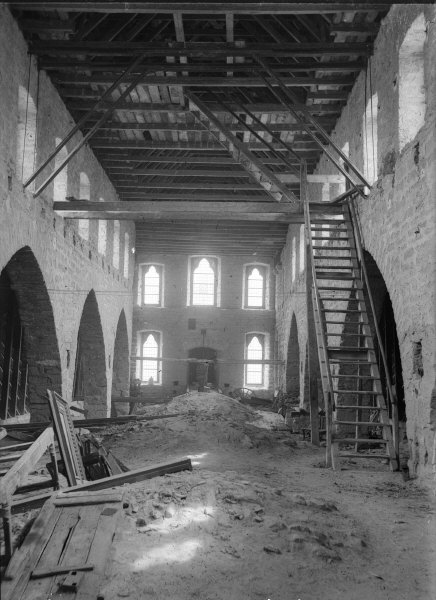
Basilikales Langhaus nach Westen bei Ausgrabungen, 1913

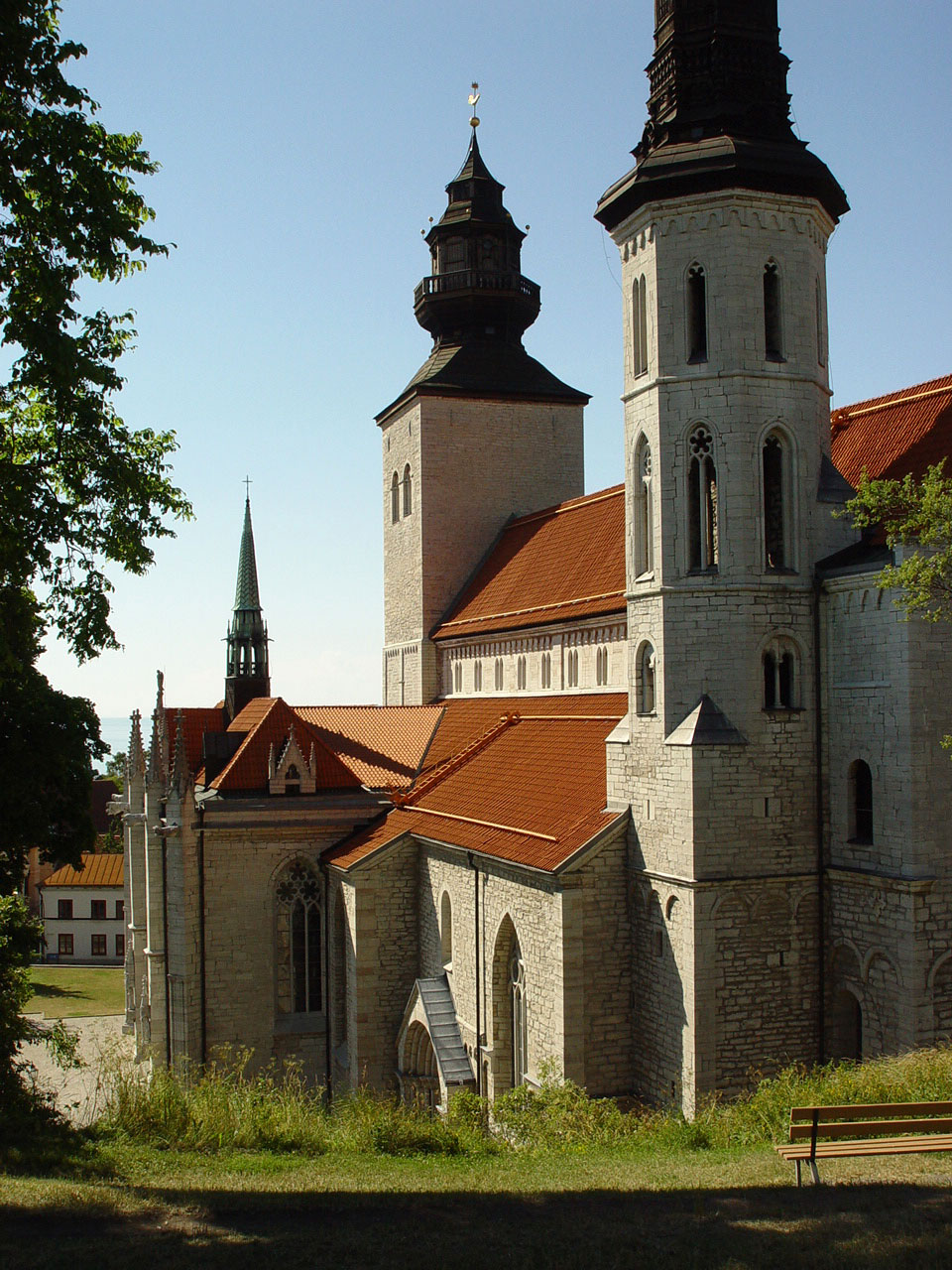
Südlicher Ostturm, Obergaden des Langhauses, westlicher Südanbau und Westturm

Mit dem Bau der Marienkirche in Visby auf Gotland wurde im 12. Jahrhundert, zunächst als dreischiffige romanische Basilika mit einem Querschiff als östlichem Abschluss begonnen. Auch der Westturm stammt im unteren Bereich aus dieser Zeit. Zum Bau wurde Haustein aus dem auf der Insel heimischen Kalkstein verwendet. Bauherren waren die Gotlandfahrer, deutsche Seeleute und Kaufleute, die Visby im Mittelalter als Handelsmetropole der östlichen Ostsee und  Zwischenstation im Handel der Hansestädte an der südlichen Ostseeküste mit Russland und dem Baltikum aufsuchten. Sie war also anfangs eine reine Gästekirche und wurde erst später, als sich dauerhaft deutsche Kaufleute in der Stadt ansiedelten, Gemeindekirche der deutschen Bevölkerung Visbys. Das Geld für den Bau wurde zumeist auf den Koggen in der Gotlandfahrt gesammelt. Am 27. Juli 1225 wurde die Kirche der Jungfrau Maria geweiht. 
Die Kirche wurde mehrfach umgebaut und erweitert. Das Langhaus wurde vergrößert. Das Querschiff wurde verdoppelt und bildet zusammen mit dem östlich anschließenden romanischen Chor, der um zwei Seitenjoche erweitert wurde, einen Hallenchor. Dem Stirnseiten des östlichen Querhauses wurden zwei Osttürme angefügt. Die Hansekaufleute dachten praktisch und zogen in das Kirchenschiff ein weiteres Stockwerk als Lagerboden ein, so dass auch Handelswaren in der Kirche sicher verwahrt werden konnten. Von außen kann man das heute noch an den Windenhaken erkennen, an denen die Taljen eingehängt wurden, um die Waren auf die Lagerböden zu heben. Auch die gemeinsame Kasse des Hansekontors in Nowgorod, dem Peterhof, wurde nach den Bestimmungen der Nowgoroder Schra in den Zeiten, in denen sich die Nowgorodfahrer nicht im Kontor aufhielten, in St. Marien in Visby verwahrt. Damit handelte es sich bei Sankt Maria aufgrund der Doppelnutzung um eine Faktoreikirche, wie sie auch am Peterhof von Nowgorod bestand.

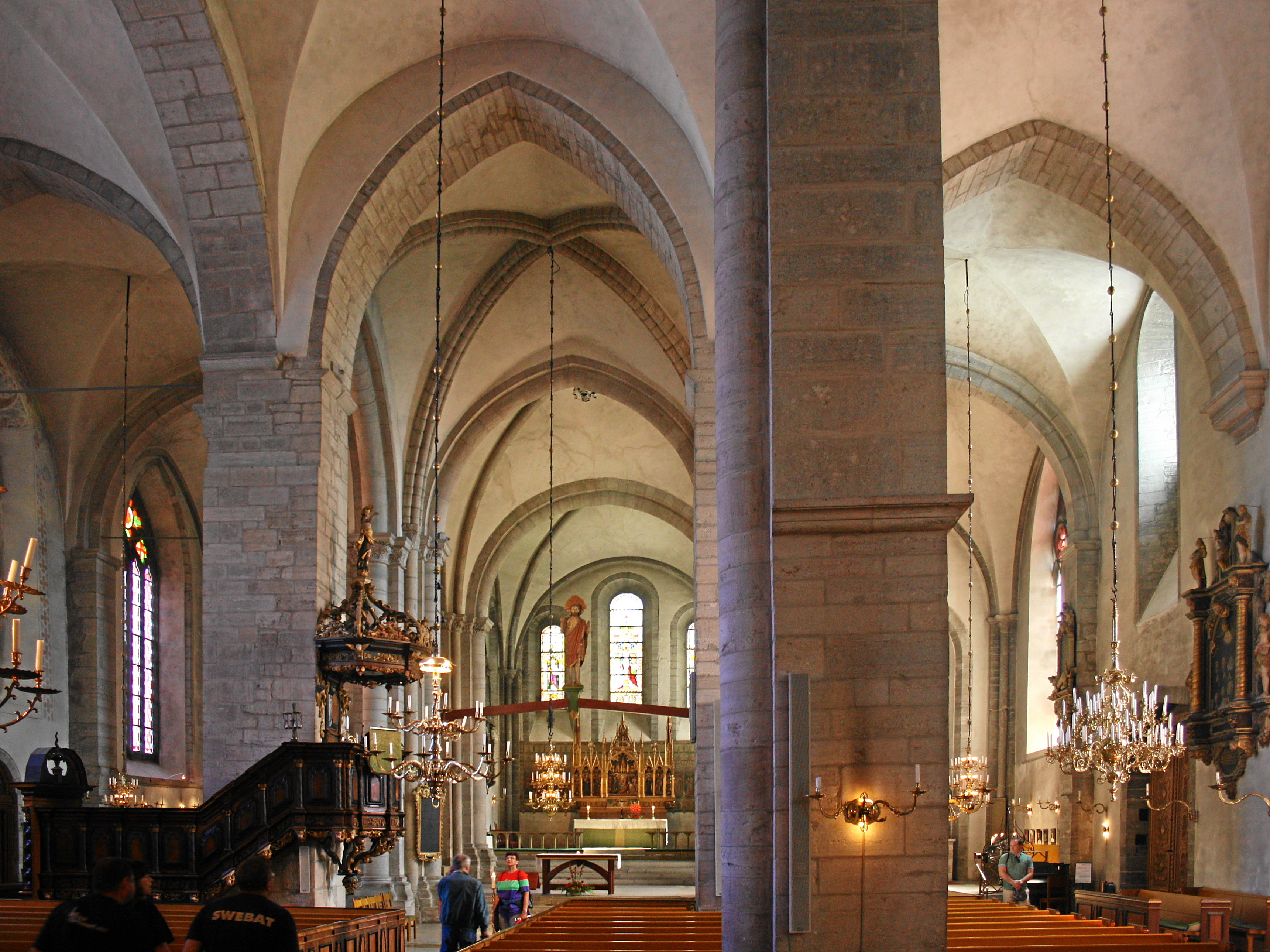
Hallenchor, Hochaltar vor romanischer Dreifenstergruppe, Fenster der Seitenwände gotisch

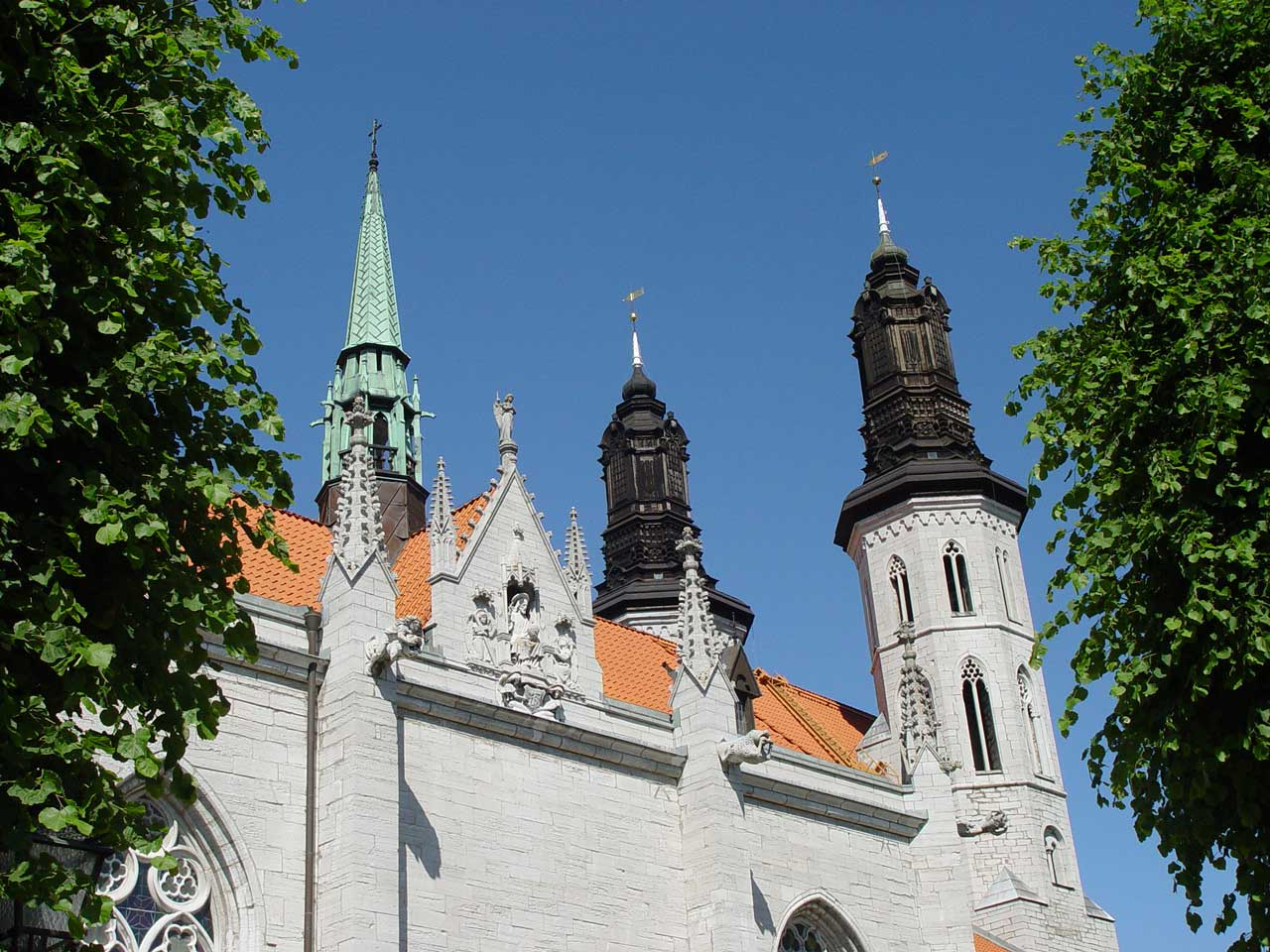
Barocke Helme der Osttürme, Dachreiter, verzierte spitze Fialen

Um 1300 folgte ein erneuter großer Um- und Anbau. Angebaut wurde eine große Kapelle auf der Südseite der Kirche. Das Langhaus wurde optisch von außen wieder zur Basilika. Der Westturm erhielt im Jahr 1423 seine heutige Höhe. Die heutigen Turmhauben sind allerdings eine Formgebung des 18. Jahrhunderts; früher waren sie hoch und spitz, wie es alte Stiche von Visby aus dem 16. Jahrhundert zeigen.

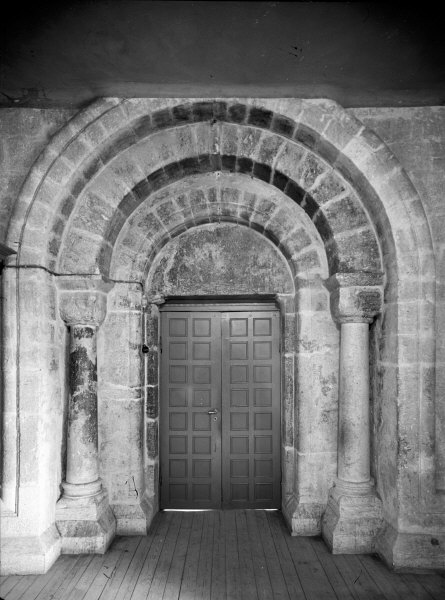
Romanisches Portal
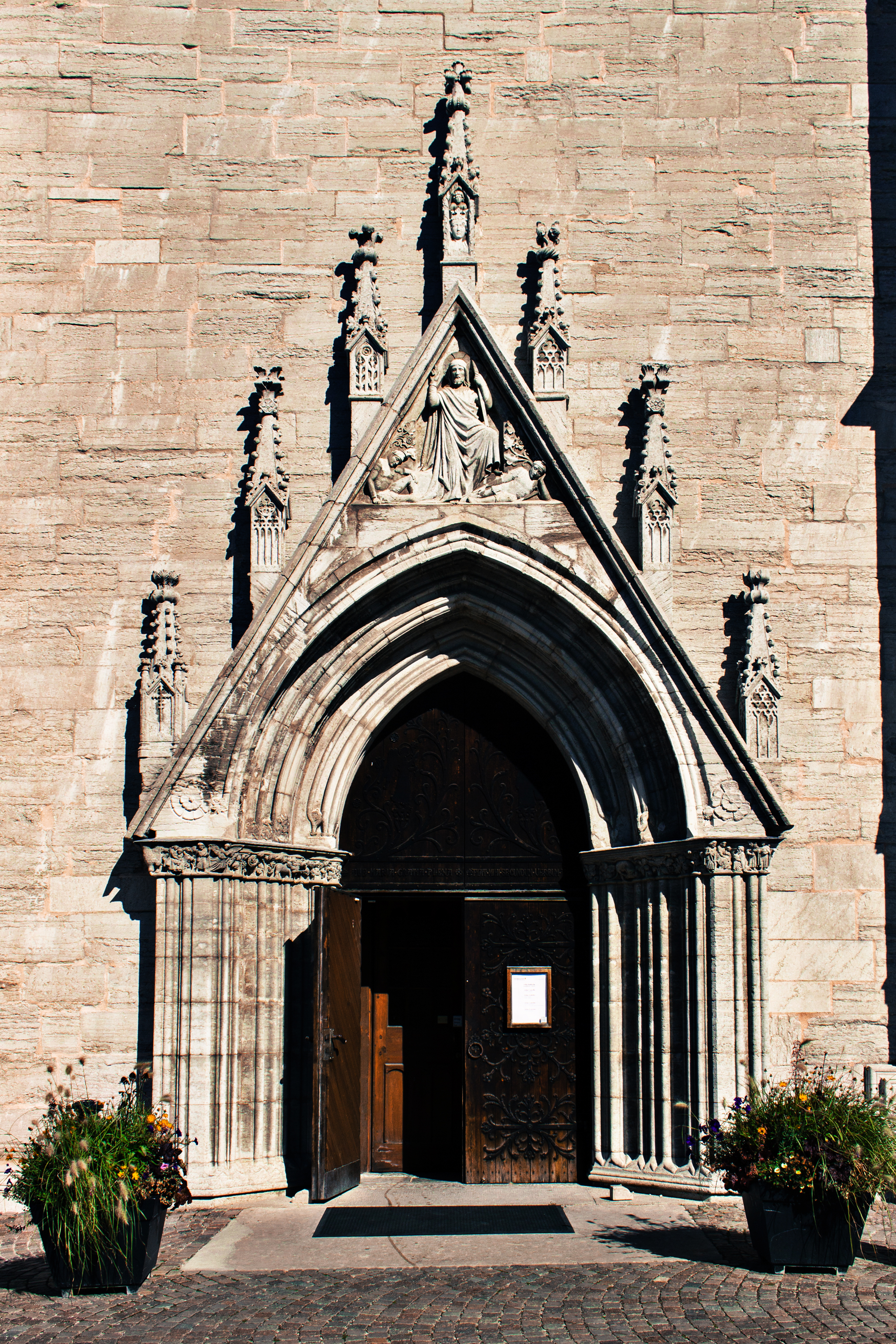
Gotisches Portal
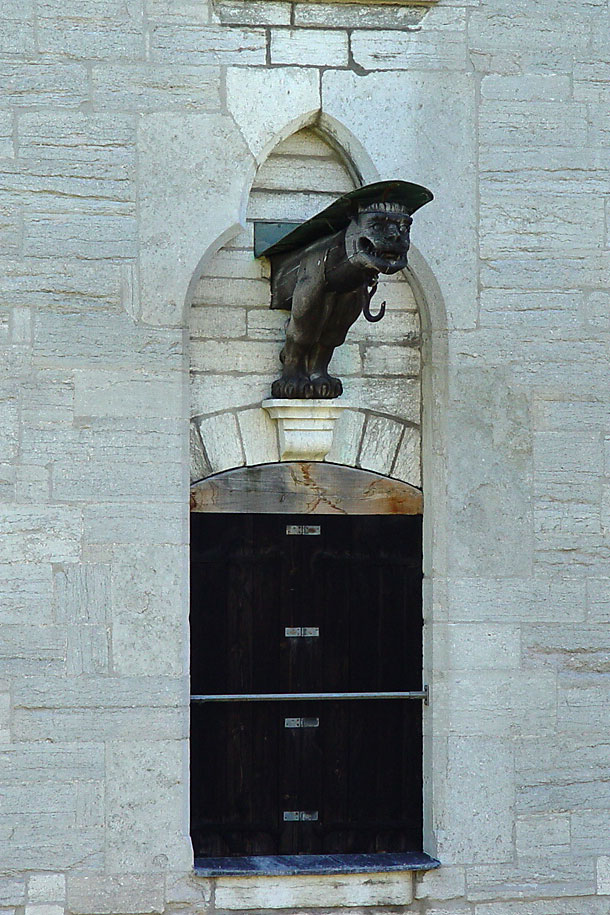
Winde vor dem Lagerboden
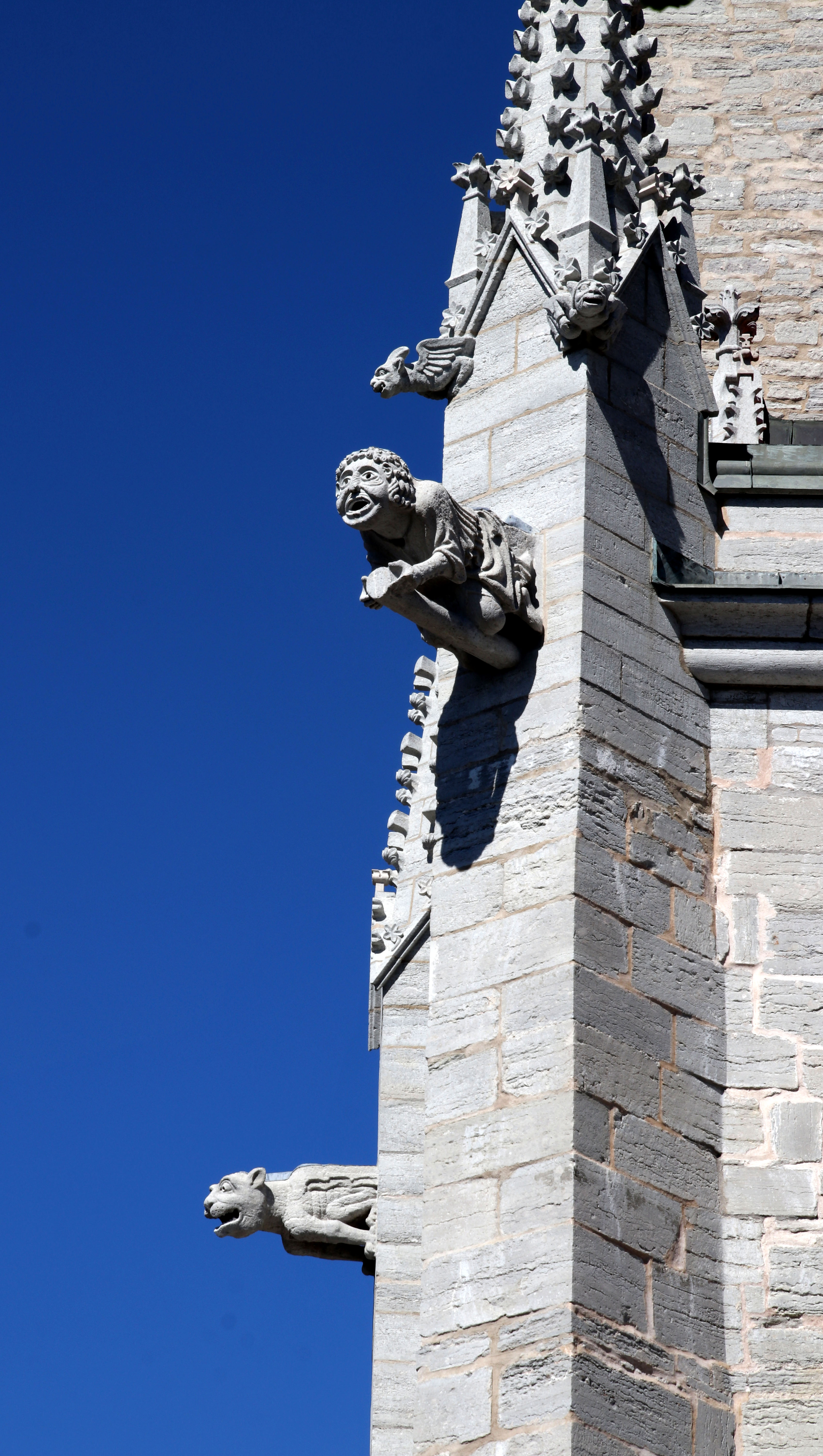
Wasserspeier an der Süd-Kapelle

Bei den kriegerischen Auseinandersetzungen des ausgehenden Mittelalters fielen im Jahr 1525 alle übrigen mittelalterlichen Kirchen Visbys einem Sturmangriff der mit Gustaf Wasa verbündeten Lübecker auf die von dem dänischen Gefolgsmann Severin Norby besetzte Stadt zum Opfer und brannten aus. Sie werden seither als Ruinen erhalten und prägen das Stadtbild in einem ganz besonderen Maße, die Kirche des Franziskanerklosters St. Karin gilt als schönste von ihnen. Seither ist die ehemals deutsche Kirche Sankt Maria auch die einzige Kirche in Visby, in der Gottesdienst gehalten werden kann. 1572 wurde die Marienkirche zur Bischofskirche der Diözese Visby und damit zum Dom. Im schwedischen Sprachgebrauch verschmolzen alter Name und neue Funktion zu Visby Sankt Maria Domkyrka. Seit 2003 ist die Marienkirche zugleich die Kathedrale der Schwedischen Kirche im Ausland.

## Ausstattung

### Altar, Kanzel und anderes
Die Kirche verfügt über eine sehr reichhaltige Ausstattung. Auffallend sind die Bleiglasfenster aus jüngster Zeit.
Neben dem Barock- und dem neugotischen Hochaltar verfügt die Marienkirche über eine bedeutende Fünte aus Kalkstein aus dem 12. Jahrhundert. Die der Gemeinde 1684 geschenkte Kanzel, geschnitzt aus Walnuss, ist eine norddeutsche Arbeit, die aus Lübeck importiert wurde. Das Thema der Triumphkreuze nimmt eine triumphale Christusfigur des 13. Jahrhunderts auf. 
Die Kirche verfügt über eine Vielzahl von Epitaphen aus der Zeit vom 14. bis zum 18. Jahrhundert. Ein Epitaph des Malers Jost de Laval erinnert beispielsweise an den Lübecker Bürgermeister Bartholomeus Tinnappel, der im Dreikronenkrieg 1566 als Admiral der Lübecker Kriegsflotte nach einem Seegefecht bei Gotland mit seinem Flaggschiff und großen Teilen der Flotte unterging, weil seine Flotte ungünstig ankerte. Der Sturm soll 6.000 Seeleute und Soldaten das Leben gekostet haben.

Kirchenausstattung
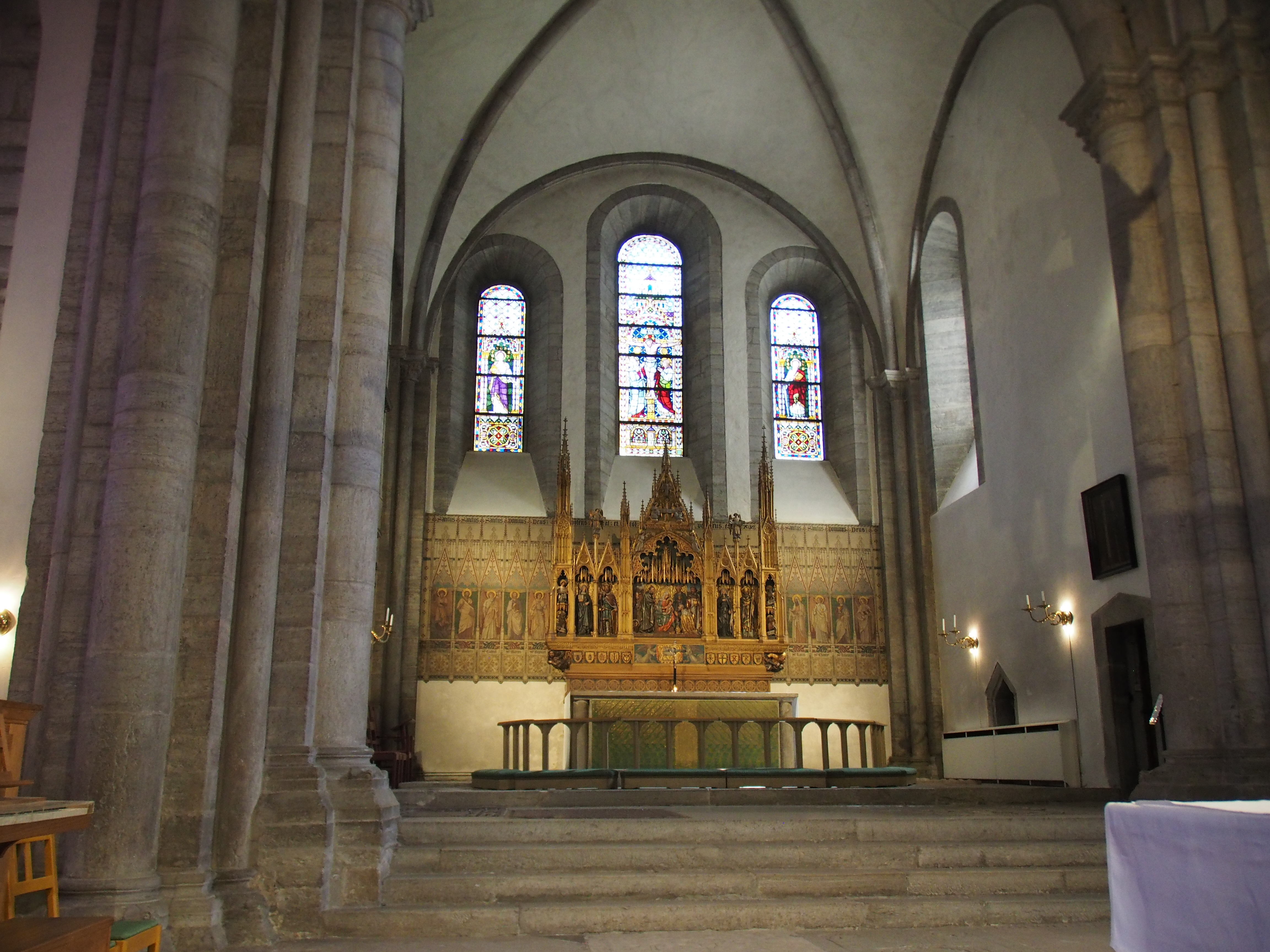
Altarraum
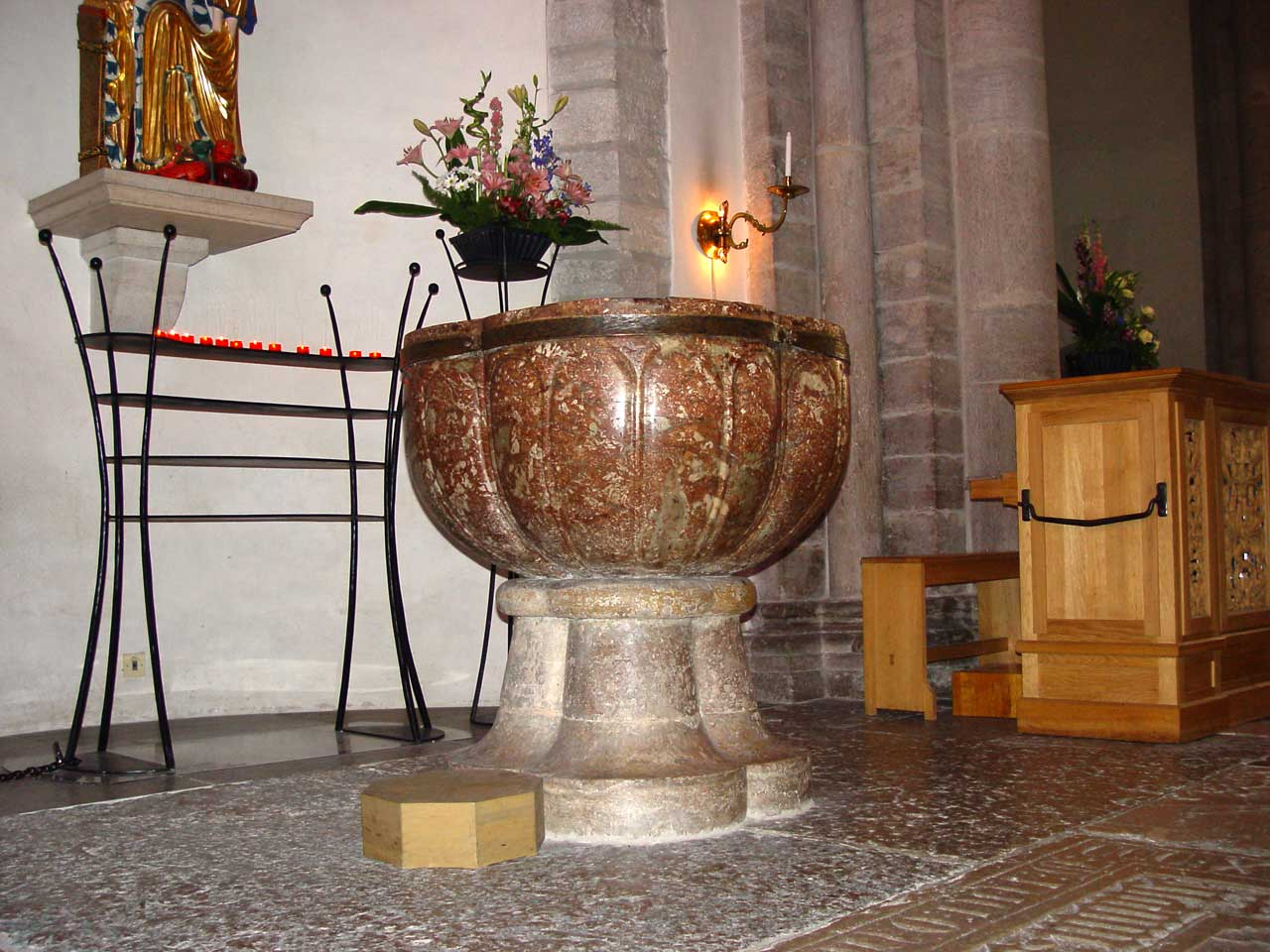
Taufstein
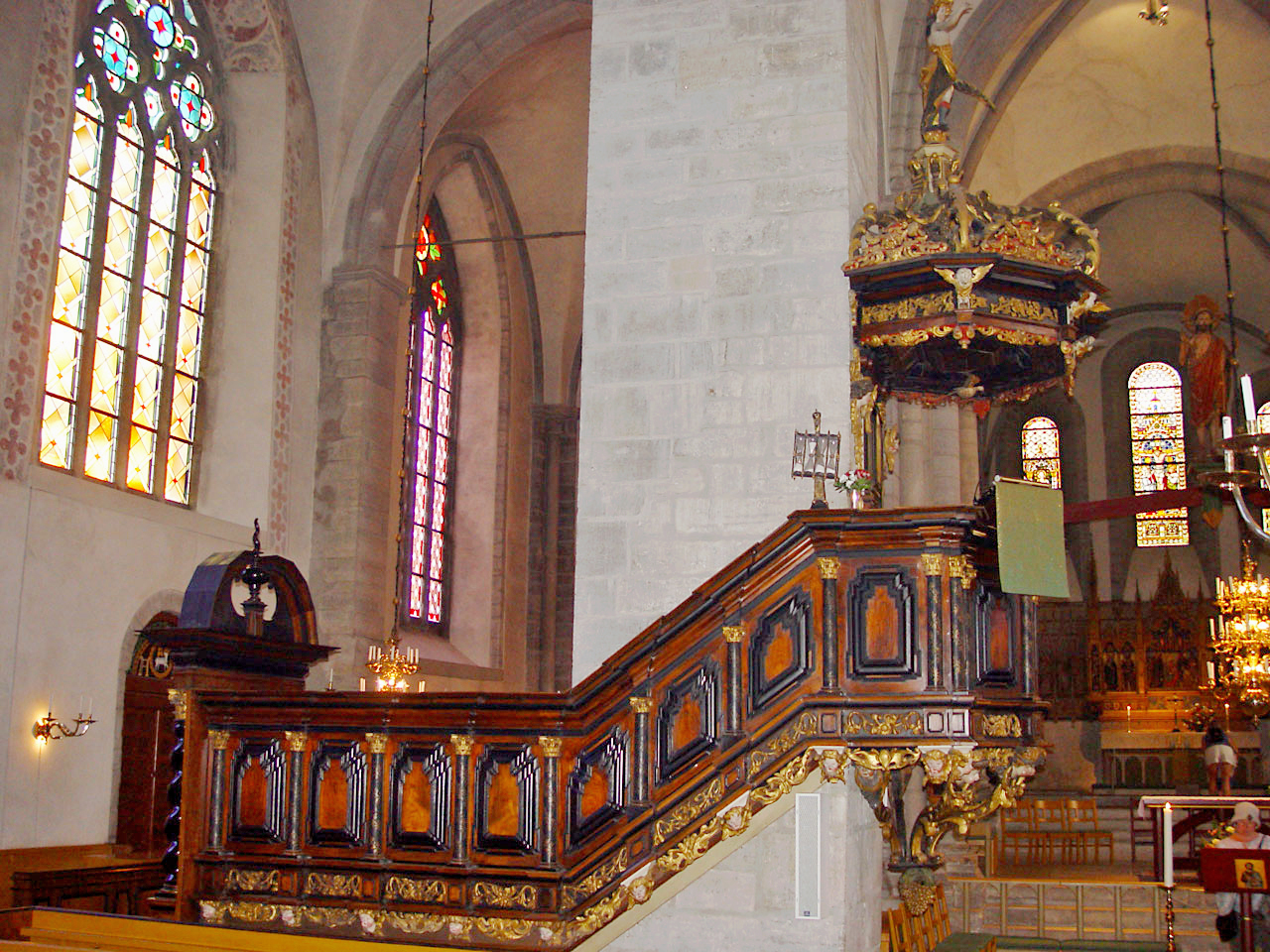
Kanzel mit Treppe; romanische und gotische Fenster
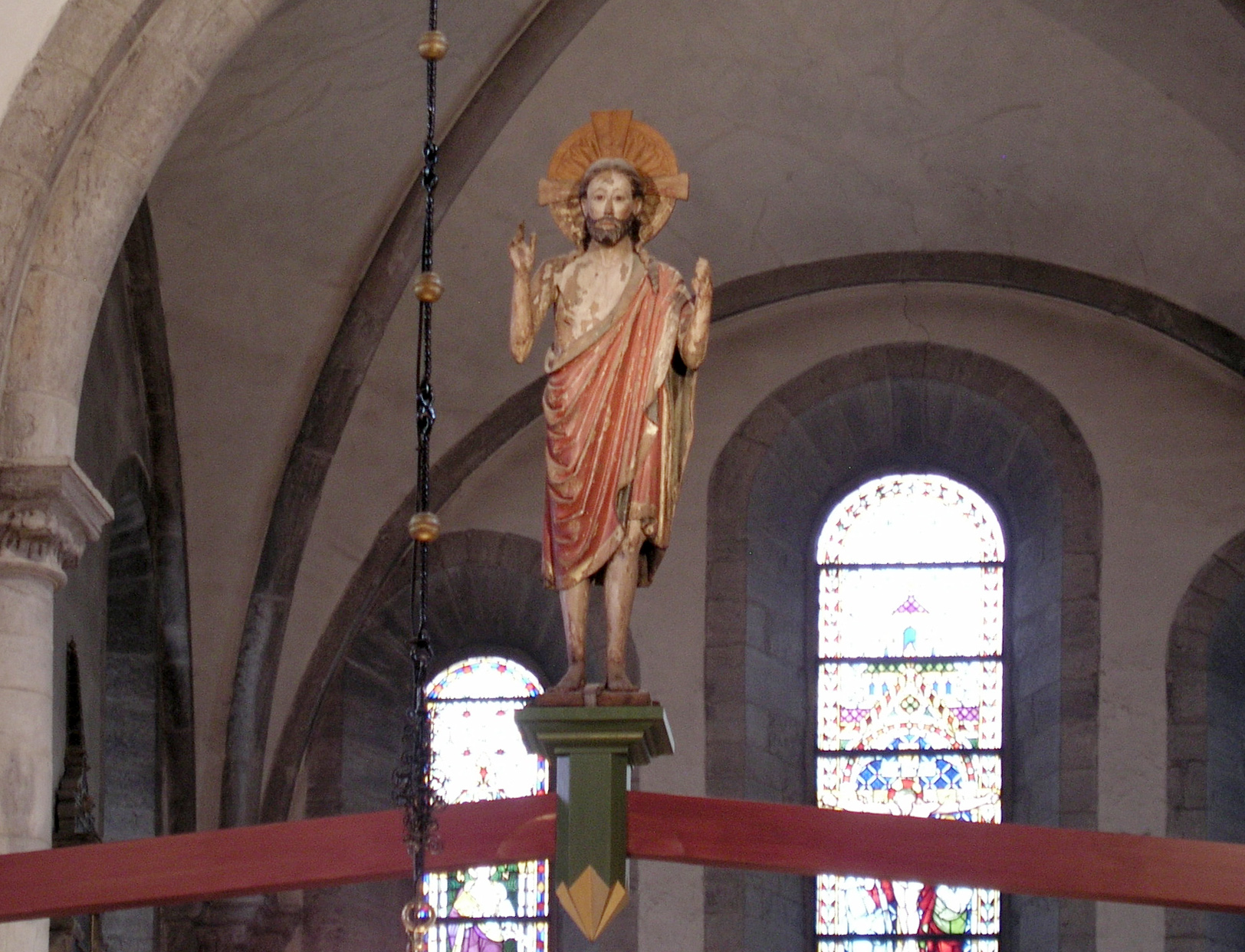
Triumphierender Christus

### Orgeln

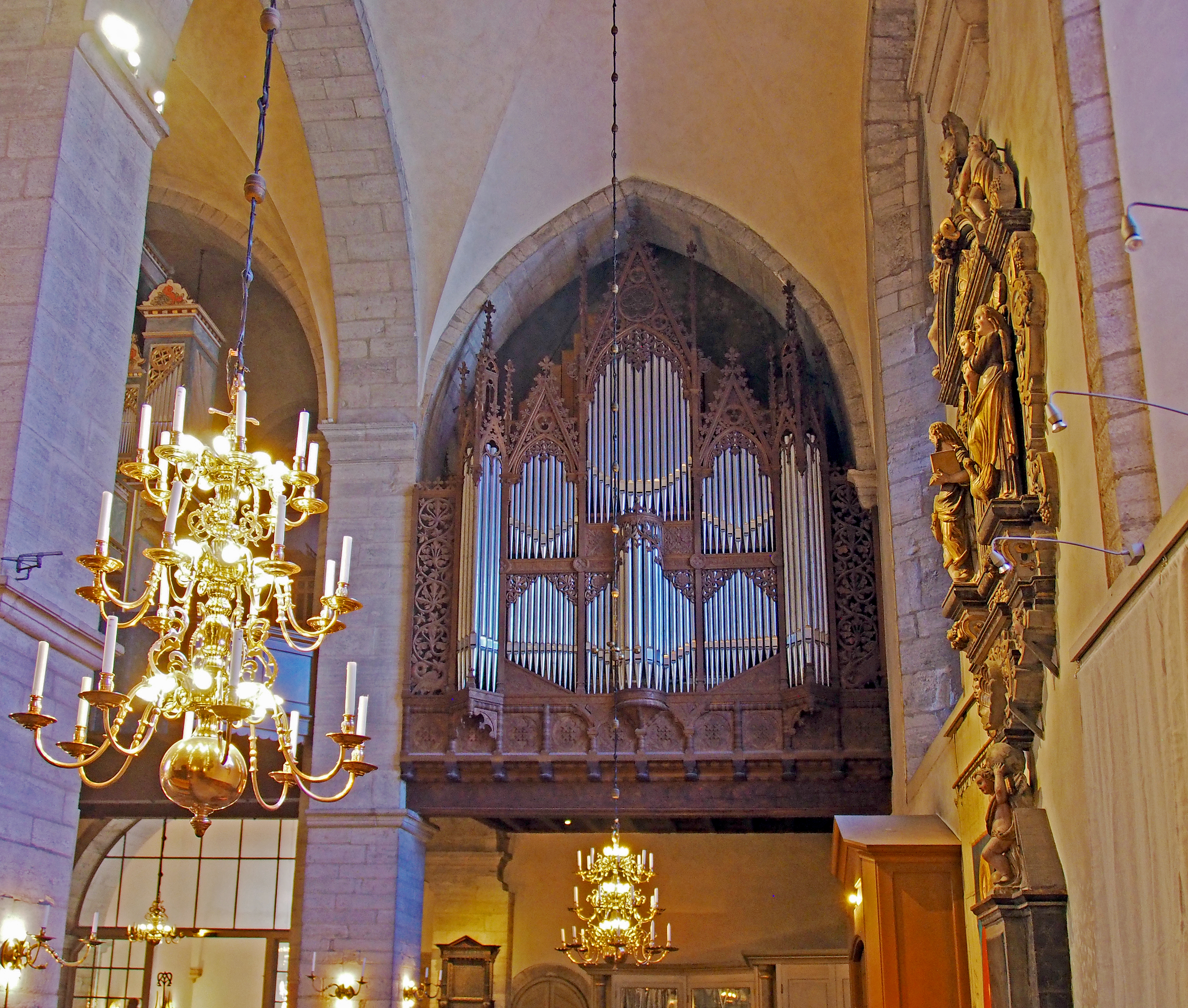
Große Orgel

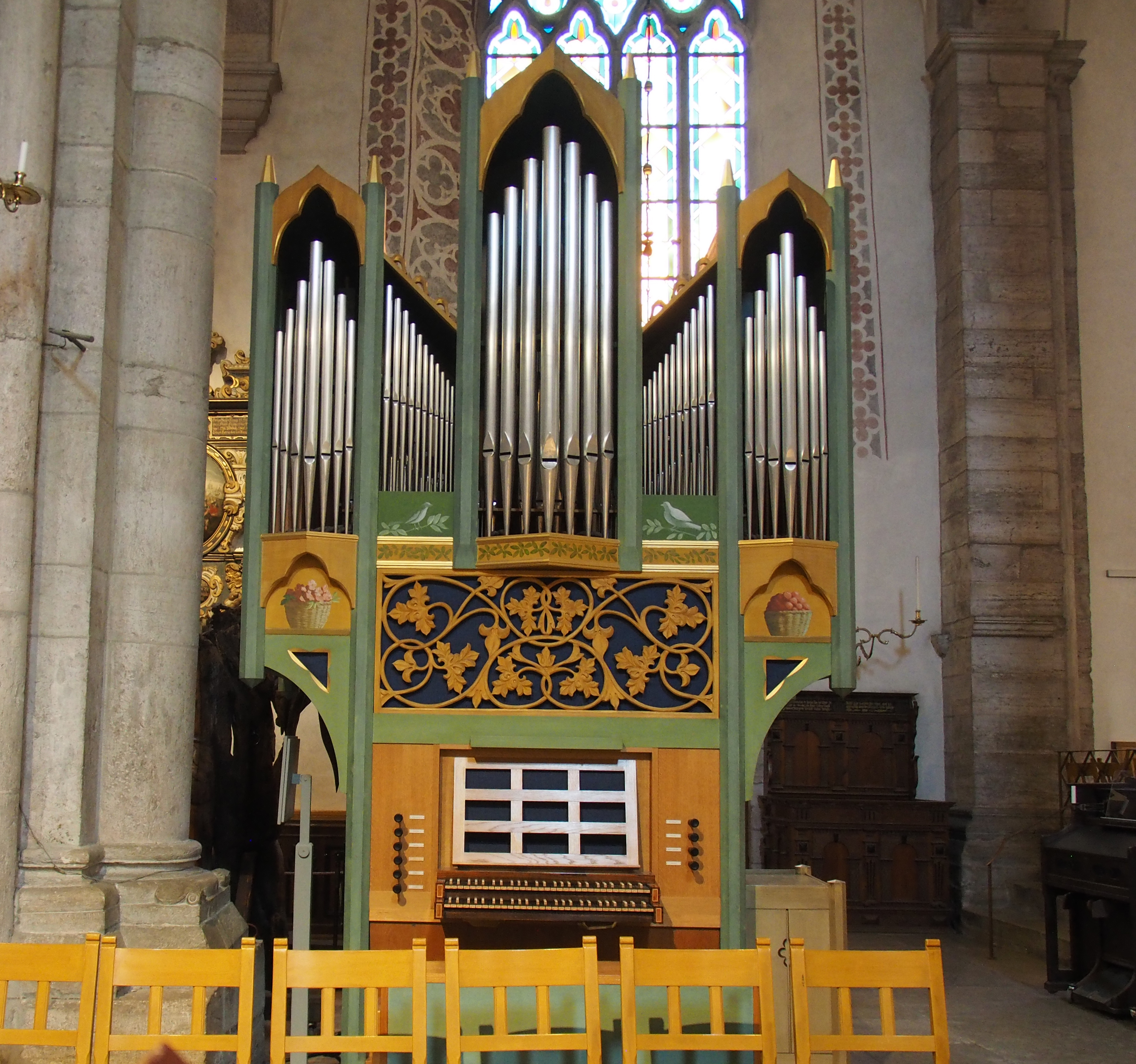
Chororgel

Die Domkirche verfügt über diverse Orgeln: Die Hauptorgel; eine kleine Chororgel (auch Marienorgel genannt, aus dem Jahr 1984), sowie diverse kleinere Orgeln.
Die Hauptorgel stammt aus der Werkstatt des schwedischen Orgelbauers Åckerman & Lund aus dem Jahr 1892. Sie ist in ihrem Bestand weitgehend original erhalten. Das Instrument hat 25 Register auf zwei Manualen und Pedal. Die Spiel- und Registertrakturen sind mechanisch. Das Instrument ist mit Bakermaschinen ausgestattet.
| I Hauptwerk C–g3 |                  |     |       |
| 1.               | Borduna          | 16′ |       |
| 2.               | Principal        | 8′  |       |
| 3.               | Flute harmonique | 8′  |       |
| 4.               | Dubbelfleut      | 8′  |       |
| 5.               | Gamba            | 8′  |       |
| 6.               | Octava           | 4′  |       |
| 7.               | Octava           | 2′  |       |
| 8.               | Mixtur III       |     | (neu) |
| 9.               | Cornet III       |     |       |
| 10.              | Trumpet          | 8′  |       |

| II Schwellwerk C–g3 |                  |    |       |
| 11.                 | Basssetflöjt     | 2′ |       |
| 12.                 | Rörfleut         | 8′ |       |
| 13.                 | Salicional       | 8′ |       |
| 14.                 | Voix Céleste     | 8′ |       |
| 15.                 | Flute octaviante | 4′ |       |
| 16.                 | Waldthorn        | 8′ |       |
| 17.                 | Euphon           | 8′ |       |
| 18.                 | Corna            | 8′ | (neu) |
| 19.                 | Clairon          | 4′ | (neu) |

| Pedalwerk C–f1 |             |     |       |
| 20.            | Violon      | 16′ | (neu) |
| 21.            | Subbas      | 16′ |       |
| 22.            | Quinte      | 12′ |       |
| 23.            | Violoncelle | 8′  | (neu) |
| 24.            | Octava      | 4′  |       |
| 25.            | Basun       | 16′ |       |

- Koppeln: I/I (Superoktavkoppel), II/I (auch als Suboktavkoppel), I/P, II/P

## Kapellen

### Svertingkapelle
Die Swertingkapelle wurde als Sühne-Kapelle für den aus einer Rostocker Familie stammenden Bürgermeister der Stadt Visby, Hermann Swerting, errichtet. Er wurde 1342  hingerichtet, weil er als Bürgermeister eine Zahlung an den schwedischen König geleistet hatte. Seine Söhne – einer davon, Simon Swerting, war später Bürgermeister in Lübeck – stifteten die Kapelle. „Die Summe, die als Sühne für die Ermordung seines Vaters gezahlt wurde, verwandte er gemeinsam mit seinem Bruder zum Ankauf des Gutes Ovendorf, dessen Einkünfte einer Vikarie überwiesen wurden, die zu Ehren seines Vaters in einer zu Wisby erbauten Sühnekapelle errichtet ward“. Die Kapelle ist heute eine Erinnerungsstätte für alle auf See Gebliebenen, auch für die Opfer des Estonia-Untergangs 1994 und des durch das Seebeben im Indischen Ozean 2004 ausgelösten Tsunami.

### Große Kapelle

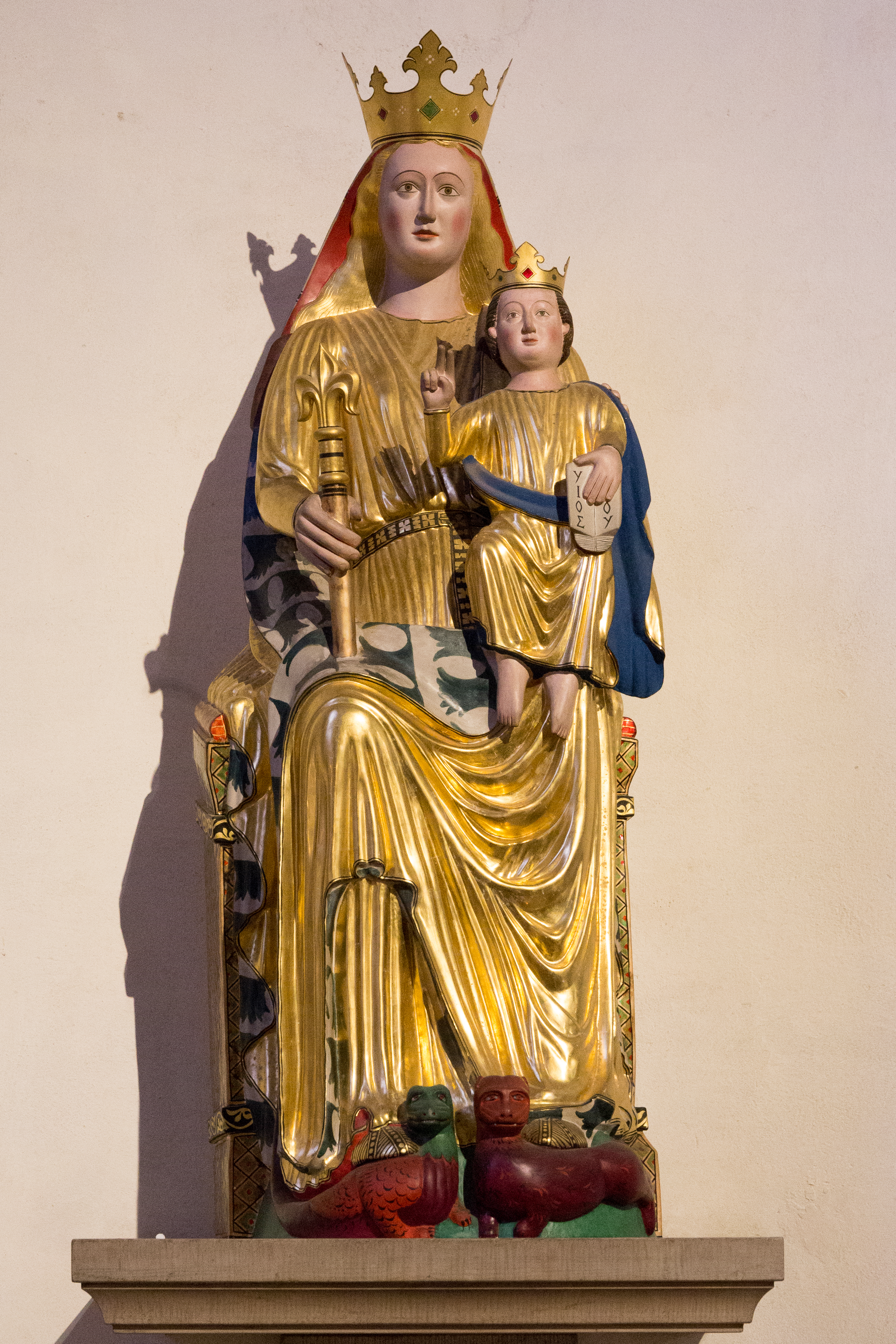
Neue Marienskulptur

An der Südseite des Kirchengebäudes befindet sich eine Vorhalle, die Große Kapelle oder Marienkapelle, erbaut um 1300. Bei der Renovierung des Domes in den 1970er Jahren wurde die Große Kapelle zu einem eigenständigen Gottesdienstraum für „kleinere Formate“ umfunktioniert und durch eine Glaswand mit opakem Glas zwischen dem südlichen Seitenschiff und dem Hauptkirchenraum abgetrennt. Im Dezember 1984, wurde diese so gewonnene Kapelle nach dem Einbau einer Glastür mit einem Gottesdienst feierlich eingeweiht. Die neue „Kirche in der Kirche“ erhielt einen gesonderten Altar mit Aufsatz und einen Ambo.
Gleichzeitig wurden die Kirchenfenster aus klarem Glas durch Glasmalereien ersetzt. Man orientierte sich an anderen Kirchen mit gut erhaltenen Glasbildern und an Fragmenten mittelalterlicher Glasmalereien in einem der nördlichen Fenster dieses Domes. Der schwedische Glaskünstler Pär Andersson erhielt den Auftrag für  sieben Fensterbilder rund um das Thema „das himmlische Jerusalem“ in moderner Formensprache, die in die Große Kapelle eingebaut wurden. 
Jedes der neuen Fenster hat die Abmessungen 9 × 3 Meter; sie stellen Folgendes dar: 1985 – Wächter der Wahrheit (oberhalb des Ambo‘), 1986 – Der Baum des Lebens (in Form eines Weinstocks mit Trauben), 1987 – Das himmlische Jerusalem (eine Stadt mit 12 Toren, symbolisch der Stadt Visby nachempfunden), 1999 – die Apokalypse (der brennende See, apokalyptische Reiter, die Stadt Babylon, sieben Posaunenengel, zwölf Lämmer, der Menschensohn), 1990 – Auferstehung (,Örtagardsmästaren‘); Maria Magdalena, Garten der Erkenntnis.
In den gotischen Spitzbögen dieser fünf Fenster sind Blumenornamente, stilisierte Früchte, Gott als Sonne, das Lamm und die Taube, Segmente aus biblischen Szenen sowie Fruchtbarkeitssymbole dargestellt.<! -- (Die restlichen zwei Fenster sind inzwischen sicherlich vervollständigt, in dem Flyer aber nicht enthalten.)-->
In dieser Großen oder Marienkapelle fand auch die Kopie einer Marienskulptur ihren Platz. Das Original stammte aus dem 13. Jahrhundert und befindet sich seit etlichen Jahren im Museum (Gotland Fornsal). Die Kopie entstand 1998 auf Initiative der Kirchengemeinde, die für die Marienprozession eine neue, dem Originalbild möglichst nahekommende Skulptur wünschte. Nach Skizzen des Restaurators Carl-Henrik Eliason gestaltete der Bildhauer Fred Flemming eine neue Marienfigur aus Holz. Diese wurde von Eliason mit Blattgold belegt und nach Vorbild der Originalstatue auf weißem Farbgrund mit frischen Farben bemalt. Maria sitzt auf einem Thron, hält das Jesuskind im linken Arm, trägt eine Königinkrone auf dem Kopf und stützt ihre Füße auf zwei wilde Phantasietiere.